# Jewelry Box (工藤静香のアルバム)
『Jewelry Box』（ジュエリー・ボックス）は、工藤静香の15枚目のスタジオ・アルバム。2002年7月3日発売。発売元はエクスタシーレコード。販売はユニバーサルミュージック。

## 概要
エクスタシーレコードから発売された、唯一のオリジナル・アルバム（他にカバー・アルバム『昭和の階段 Vol.1』を収録）。
シングル候補曲として、発売前からディナーショーで披露された「us」が初収録されている（「us」についてはシングル「maple」の解説を参照）。
「my dear」は、ロッテの「エステな生活 ダイエティックチョコレート」「エステな生活 朝のお目覚めウォーター」のテレビCMソングに使用された。
また、これらの商品の一部には、工藤が描いた絵がパッケージに使用されていた。
ICEの宮内和之の作品が収録されているほか、「宝石箱」では古内東子が作詞・作曲・コーラスで参加している。
リミックスを除く全10曲中、シングル関連曲（A面曲、カップリング曲）が半数の5曲を占めている。工藤の場合、オリジナルにカップリングが収録されること自体が稀なため、非常に珍しいケースである。
ベスト・アルバムでバージョン違いが収録されることはあったが、公認作品にリミックスが収録されたのは初である。

## 収録曲

### CD
| #         | タイトル             | 作詞       | 作曲       | 編曲               | 時間  |
| --------- | -------------------- | ---------- | ---------- | ------------------ | ----- |
| 1.        | 「maple」            | 愛絵理     | 菅原サトル | 菅原サトル         | 5:31  |
| 2.        | 「my dear」          | 村野直球   | MIZUKI     | 成田忍             | 5:47  |
| 3.        | 「us」               | 愛絵理     | 宮崎歩     | Tsukada            | 4:17  |
| 4.        | 「足下を飾る太陽」   | 愛絵理     | 藤本和則   | 澤近泰輔           | 4:38  |
| 5.        | 「Endless World」    | Naho       | 飯岡隆志   | 澤近泰輔           | 5:14  |
| 6.        | 「Wonderful Moment」 | 国岡真由美 | 宮内和之   | 宮内和之・野崎貴朗 | 5:35  |
| 7.        | 「宝石箱」           | 古内東子   | 古内東子   | 小松秀行           | 5:48  |
| 8.        | 「深紅の花」         | 橘朋実     | YOSHIKI    | YOSHIKI            | 4:43  |
| 9.        | 「Believe Again」    | Naho       | 渡辺未来   | 成田忍             | 4:59  |
| 10.       | 「PRAY」             | 愛絵理     | 津田直士   | 成田忍             | 3:56  |
| 11.       | 「maple」(remix)     | 愛絵理     | 菅原サトル | 菅原サトル         | 6:39  |
| 合計時間: | 合計時間:            | 合計時間:  | 合計時間:  | 合計時間:          | 57:07 |